# Eleições autárquicas portuguesas de 2013 no distrito de Faro
| Eleições autárquicas portuguesas de 2013 Distritos: Aveiro \| Beja \| Braga \| Bragança \| Castelo Branco \| Coimbra \| Évora \| Faro \| Guarda \| Leiria \| Lisboa \| Portalegre \| Porto \| Santarém \| Setúbal \| Viana do Castelo \| Vila Real \| Viseu \| Açores \| Madeira |

## Resultados por concelho
Os resultados nos concelhos do Distrito de Faro foram os seguintes:

### Albufeira

#### Câmara Municipal
| Partido                 | Partido                              | Votos  | %               | +/-   | Vereadores | +/-     |
| ----------------------- | ------------------------------------ | ------ | --------------- | ----- | ---------- | ------- |
|                         | Partido Social Democrata             | 4 847  | 35,94 / 100,00  | 31,08 | 3 / 7      | 3       |
|                         | Partido Socialista                   | 4 284  | 31,76 / 100,00  | 10,57 | 3 / 7      | 2       |
|                         | Vontade Independente Viver Albufeira | 1 534  | 11,37 / 100,00  | Novo  | 1 / 7      | Novo    |
|                         | Coligação Democrática Unitária       | 1 317  | 9,76 / 100,00   | 6,60  | 0 / 7      | Estável |
|                         | CDS-MPT-PPM                          | 347    | 2,57 / 100,00   | -     | 0 / 7      | -       |
| Votos Inválidos         | Votos Inválidos                      | 1 159  | 8,59 / 100,00   | 6,01  |            |         |
| Total                   | Total                                | 13 488 | 100,00 / 100,00 |       | 7 / 7      |         |
| Eleitorado/Participação | Eleitorado/Participação              | 32 890 | 41,01 / 100,00  | 10,28 |            |         |

| Freguesia                 | %     | %     | %     | %     | %             | Votantes |
| Freguesia                 | PSD   | PS    | VIVA  | CDU   | CDS- MPT- PPM | Votantes |
| ------------------------- | ----- | ----- | ----- | ----- | ------------- | -------- |
| Albufeira e Olhos de Água | 36,12 | 29,91 | 11,15 | 11,16 | 2,76          | 8 190    |
| Ferreiras                 | 29,76 | 34,95 | 14,75 | 8,90  | 2,62          | 2 292    |
| Guia                      | 43,24 | 31,81 | 8,32  | 6,10  | 1,71          | 1 575    |
| Paderne                   | 36,76 | 37,18 | 10,62 | 7,20  | 2,38          | 1 431    |
| Albufeira                 | 35,94 | 31,76 | 11,37 | 9,76  | 2,57          | 13 488   |

#### Assembleia Municipal
| Partido                 | Partido                              | Votos  | %               | +/-   | Mandatos | +/-  |
| ----------------------- | ------------------------------------ | ------ | --------------- | ----- | -------- | ---- |
|                         | Partido Social Democrata             | 4 400  | 32,61 / 100,00  | 27,91 | 8 / 21   | 7    |
|                         | Partido Socialista                   | 4 286  | 31,77 / 100,00  | 6,60  | 7 / 21   | 2    |
|                         | Vontade Independente Viver Albufeira | 1 636  | 12,13 / 100,00  | Novo  | 3 / 21   | Novo |
|                         | Coligação Democrática Unitária       | 1 358  | 10,07 / 100,00  | 6,21  | 2 / 21   | 2    |
|                         | CDS-MPT-PPM                          | 543    | 4,02 / 100,00   | -     | 1 / 21   | -    |
| Votos Inválidos         | Votos Inválidos                      | 1 269  | 9,40 / 100,00   | 6,34  |          |      |
| Total                   | Total                                | 13 492 | 100,00 / 100,00 |       | 21 / 21  |      |
| Eleitorado/Participação | Eleitorado/Participação              | 32 890 | 41,02 / 100,00  | 10,27 |          |      |

| Freguesia                 | %     | %     | %     | %     | %             | Votantes |
| Freguesia                 | PSD   | PS    | VIVA  | CDU   | CDS- MPT- PPM | Votantes |
| ------------------------- | ----- | ----- | ----- | ----- | ------------- | -------- |
| Albufeira e Olhos de Água | 32,47 | 29,94 | 12,07 | 11,37 | 4,56          | 8 194    |
| Ferreiras                 | 26,48 | 35,51 | 15,27 | 9,77  | 3,18          | 2 292    |
| Guia                      | 40,89 | 32,06 | 8,38  | 5,97  | 2,98          | 1 575    |
| Paderne                   | 34,10 | 35,92 | 11,53 | 7,55  | 3,42          | 1 431    |
| Albufeira                 | 32,61 | 31,77 | 12,13 | 10,07 | 4,02          | 13 492   |

#### Juntas de Freguesia
| Partido                 | Partido                        | Votos  | %               | +/-   | Presidentes | Mandatos | +/- |
| ----------------------- | ------------------------------ | ------ | --------------- | ----- | ----------- | -------- | --- |
|                         | Partido Social Democrata       | 4 631  | 34,32 / 100,00  | 21,31 | 2 / 4       | 19 / 46  | 12  |
|                         | Partido Socialista             | 4 627  | 34,29 / 100,00  | 4,18  | 2 / 4       | 21 / 46  | 3   |
|                         | Grupo de Cidadãos              | 1 526  | 11,31 / 100,00  | -     | 0 / 4       | 4 / 46   | -   |
|                         | Coligação Democrática Unitária | 1 247  | 9,24 / 100,00   | 5,28  | 0 / 4       | 2 / 46   | 2   |
|                         | CDS-MPT-PPM                    | 368    | 2,73 / 100,00   | -     | 0 / 4       | 0 / 46   | -   |
| Votos Inválidos         | Votos Inválidos                | 1 093  | 8,10 / 100,00   | 5,06  |             |          |     |
| Total                   | Total                          | 13 492 | 100,00 / 100,00 |       | 4 / 4       | 46 / 46  | 3   |
| Eleitorado/Participação | Eleitorado/Participação        | 32 890 | 41,02 / 100,00  | 10,28 |             |          |     |

| Freguesia                 | Partido Vencedor | Partido Vencedor         | %              | Mandatos |
| ------------------------- | ---------------- | ------------------------ | -------------- | -------- |
| Albufeira e Olhos de Água |                  | Partido Social Democrata | 34,55 / 100,00 | 8 / 19   |
| Ferreiras                 |                  | Partido Socialista       | 41,67 / 100,00 | 5 / 9    |
| Guia                      |                  | Partido Social Democrata | 46,92 / 100,00 | 5 / 9    |
| Paderne                   |                  | Partido Socialista       | 42,35 / 100,00 | 5 / 9    |

### Alcoutim

#### Câmara Municipal
| Partido                 | Partido                        | Votos | %               | +/-  | Vereadores | +/-     |
| ----------------------- | ------------------------------ | ----- | --------------- | ---- | ---------- | ------- |
|                         | Partido Socialista             | 1 091 | 50,86 / 100,00  | 7,33 | 3 / 5      | 1       |
|                         | Partido Social Democrata       | 906   | 42,24 / 100,00  | 9,32 | 2 / 5      | 1       |
|                         | Coligação Democrática Unitária | 54    | 2,52 / 100,00   | 0,43 | 0 / 5      | Estável |
| Votos Inválidos         | Votos Inválidos                | 94    | 4,38 / 100,00   | 1,56 |            |         |
| Total                   | Total                          | 2 145 | 100,00 / 100,00 |      | 5 / 5      |         |
| Eleitorado/Participação | Eleitorado/Participação        | 2 833 | 75,71 / 100,00  | 1,79 |            |         |

| Freguesia          | %     | %     | %    | Votantes |
| Freguesia          | PS    | PSD   | CDU  | Votantes |
| ------------------ | ----- | ----- | ---- | -------- |
| Alcoutim e Pereiro | 53,04 | 40,37 | 2,61 | 805      |
| Giões              | 44,51 | 43,96 | 5,49 | 182      |
| Martim Longo       | 47,23 | 45,94 | 2,06 | 775      |
| Vaqueiros          | 56,66 | 37,86 | 1,83 | 383      |
| Alcoutim           | 50,86 | 42,24 | 2,52 | 2 145    |

#### Assembleia Municipal
| Partido                 | Partido                        | Votos | %               | +/-  | Mandatos | +/-     |
| ----------------------- | ------------------------------ | ----- | --------------- | ---- | -------- | ------- |
|                         | Partido Socialista             | 1 062 | 49,44 / 100,00  | 4,97 | 8 / 15   | 1       |
|                         | Partido Social Democrata       | 875   | 40,74 / 100,00  | 8,07 | 7 / 15   | 1       |
|                         | Coligação Democrática Unitária | 100   | 4,66 / 100,00   | 1,14 | 0 / 15   | Estável |
| Votos Inválidos         | Votos Inválidos                | 111   | 5,17 / 100,00   | 1,98 |          |         |
| Total                   | Total                          | 2 148 | 100,00 / 100,00 |      | 15 / 15  |         |
| Eleitorado/Participação | Eleitorado/Participação        | 2 833 | 75,82 / 100,00  | 1,68 |          |         |

| Freguesia          | %     | %     | %    | Votantes |
| Freguesia          | PS    | PSD   | CDU  | Votantes |
| ------------------ | ----- | ----- | ---- | -------- |
| Alcoutim e Pereiro | 50,81 | 40,00 | 5,34 | 805      |
| Giões              | 41,21 | 45,05 | 8,79 | 182      |
| Martim Longo       | 46,02 | 43,83 | 3,86 | 778      |
| Vaqueiros          | 57,44 | 33,94 | 2,87 | 383      |
| Alcoutim           | 49,44 | 40,74 | 4,66 | 2 148    |

#### Juntas de Freguesia
| Partido                 | Partido                        | Votos | %               | +/-  | Presidentes | Mandatos | +/-     |
| ----------------------- | ------------------------------ | ----- | --------------- | ---- | ----------- | -------- | ------- |
|                         | Partido Socialista             | 1 112 | 51,82 / 100,00  | 5,38 | 3 / 4       | 18 / 32  | 1       |
|                         | Partido Social Democrata       | 835   | 38,91 / 100,00  | 7,81 | 1 / 4       | 14 / 32  | 4       |
|                         | Coligação Democrática Unitária | 109   | 5,08 / 100,00   | 1,72 | 0 / 4       | 0 / 32   | Estável |
| Votos Inválidos         | Votos Inválidos                | 90    | 4,19 / 100,00   | 0,70 |             |          |         |
| Total                   | Total                          | 2 146 | 100,00 / 100,00 |      | 4 / 4       | 32 / 32  | 5       |
| Eleitorado/Participação | Eleitorado/Participação        | 2 833 | 75,75 / 100,00  | 1,75 |             |          |         |

| Freguesia          | Partido Vencedor | Partido Vencedor         | %              | Mandatos |
| ------------------ | ---------------- | ------------------------ | -------------- | -------- |
| Alcoutim e Pereiro |                  | Partido Socialista       | 53,42 / 100,00 | 5 / 9    |
| Giões              |                  | Partido Social Democrata | 43,41 / 100,00 | 4 / 7    |
| Martim Longo       |                  | Partido Socialista       | 48,58 / 100,00 | 5 / 9    |
| Vaqueiros          |                  | Partido Socialista       | 60,05 / 100,00 | 5 / 7    |

### Aljezur

#### Câmara Municipal
| Partido                 | Partido                        | Votos | %               | +/-  | Vereadores | +/-     |
| ----------------------- | ------------------------------ | ----- | --------------- | ---- | ---------- | ------- |
|                         | Partido Socialista             | 1 651 | 62,82 / 100,00  | 3,20 | 4 / 5      | Estável |
|                         | Partido Social Democrata       | 422   | 16,06 / 100,00  | 0,25 | 1 / 5      | Estável |
|                         | Coligação Democrática Unitária | 373   | 14,19 / 100,00  | 0,99 | 0 / 5      | Estável |
| Votos Inválidos         | Votos Inválidos                | 182   | 6,92 / 100,00   | 2,46 |            |         |
| Total                   | Total                          | 2 628 | 100,00 / 100,00 |      | 5 / 5      |         |
| Eleitorado/Participação | Eleitorado/Participação        | 4 357 | 60,32 / 100,00  | 6,13 |            |         |

| Freguesia | %     | %     | %     | Votantes |
| Freguesia | PS    | PSD   | CDU   | Votantes |
| --------- | ----- | ----- | ----- | -------- |
| Aljezur   | 61,71 | 17,44 | 14,03 | 1 490    |
| Bordeira  | 56,71 | 29,00 | 9,52  | 231      |
| Odeceixe  | 67,45 | 8,24  | 16,27 | 510      |
| Rogil     | 63,65 | 14,74 | 14,57 | 597      |
| Aljezur   | 62,82 | 16,06 | 14,19 | 2 628    |

#### Assembleia Municipal
| Partido                 | Partido                        | Votos | %               | +/-  | Mandatos | +/-     |
| ----------------------- | ------------------------------ | ----- | --------------- | ---- | -------- | ------- |
|                         | Partido Socialista             | 1 566 | 59,59 / 100,00  | 2,08 | 10 / 15  | Estável |
|                         | Partido Social Democrata       | 446   | 16,97 / 100,00  | 2,01 | 3 / 15   | Estável |
|                         | Coligação Democrática Unitária | 402   | 15,30 / 100,00  | 0,10 | 2 / 15   | Estável |
| Votos Inválidos         | Votos Inválidos                | 214   | 8,14 / 100,00   | 3,98 |          |         |
| Total                   | Total                          | 2 628 | 100,00 / 100,00 |      | 15 / 15  |         |
| Eleitorado/Participação | Eleitorado/Participação        | 4 357 | 60,32 / 100,00  | 6,13 |          |         |

| Freguesia | %     | %     | %     | Votantes |
| Freguesia | PS    | PSD   | CDU   | Votantes |
| --------- | ----- | ----- | ----- | -------- |
| Aljezur   | 59,61 | 18,29 | 14,19 | 1 290    |
| Bordeira  | 51,08 | 32,03 | 11,26 | 231      |
| Odeceixe  | 62,55 | 8,43  | 19,80 | 510      |
| Rogil     | 60,30 | 15,58 | 15,41 | 597      |
| Aljezur   | 59,59 | 16,97 | 15,30 | 2 628    |

#### Juntas de Freguesia
| Partido                 | Partido                        | Votos | %               | +/-  | Presidentes | Mandatos | +/- |
| ----------------------- | ------------------------------ | ----- | --------------- | ---- | ----------- | -------- | --- |
|                         | Partido Socialista             | 1 494 | 56,85 / 100,00  | 4,11 | 4 / 4       | 20 / 30  | 1   |
|                         | Coligação Democrática Unitária | 483   | 18,38 / 100,00  | 2,74 | 0 / 4       | 5 / 30   | 2   |
|                         | Partido Social Democrata       | 427   | 16,25 / 100,00  | 3,17 | 0 / 4       | 5 / 30   | 1   |
| Votos Inválidos         | Votos Inválidos                | 224   | 8,52 / 100,00   | 4,53 |             |          |     |
| Total                   | Total                          | 2 628 | 100,00 / 100,00 |      | 4 / 4       | 30 / 30  |     |
| Eleitorado/Participação | Eleitorado/Participação        | 4 357 | 60,32 / 100,00  | 6,13 |             |          |     |

| Freguesia | Partido Vencedor | Partido Vencedor   | %              | Mandatos |
| --------- | ---------------- | ------------------ | -------------- | -------- |
| Aljezur   |                  | Partido Socialista | 55,66 / 100,00 | 6 / 9    |
| Bordeira  |                  | Partido Socialista | 51,52 / 100,00 | 4 / 7    |
| Odeceixe  |                  | Partido Socialista | 66,27 / 100,00 | 5 / 7    |
| Rogil     |                  | Partido Socialista | 53,43 / 100,00 | 5 / 7    |

### Castro Marim

#### Câmara Municipal
| Partido                 | Partido                        | Votos | %               | +/-  | Vereadores | +/-     |
| ----------------------- | ------------------------------ | ----- | --------------- | ---- | ---------- | ------- |
|                         | Partido Social Democrata       | 1 863 | 47,43 / 100,00  | 6,94 | 3 / 5      | Estável |
|                         | Partido Socialista             | 1 692 | 43,08 / 100,00  | 2,90 | 2 / 5      | Estável |
|                         | Coligação Democrática Unitária | 116   | 2,95 / 100,00   | 0,88 | 0 / 5      | Estável |
|                         | Bloco de Esquerda              | 80    | 2,04 / 100,00   | -    | 0 / 5      | -       |
|                         | CDS – Partido Popular          | 24    | 0,61 / 100,00   | 0,40 | 0 / 5      | Estável |
| Votos Inválidos         | Votos Inválidos                | 153   | 3,90 / 100,00   | 1,54 |            |         |
| Total                   | Total                          | 3 928 | 100,00 / 100,00 |      | 5 / 5      |         |
| Eleitorado/Participação | Eleitorado/Participação        | 5 935 | 66,18 / 100,00  | 4,56 |            |         |

| Freguesia    | %     | %     | %    | %    | %    | Votantes |
| Freguesia    | PSD   | PS    | CDU  | BE   | CDS  | Votantes |
| ------------ | ----- | ----- | ---- | ---- | ---- | -------- |
| Altura       | 43,92 | 46,70 | 2,17 | 3,04 | 0,43 | 1 152    |
| Azinhal      | 60,45 | 29,25 | 2,79 | 1,95 | 0,56 | 389      |
| Castro Marim | 45,34 | 45,28 | 3,62 | 1,83 | 0,47 | 1 908    |
| Odeleite     | 54,03 | 36,35 | 2,36 | 0,59 | 1,57 | 509      |
| Castro Marim | 47,43 | 43,08 | 2,95 | 2,04 | 0,61 | 3 928    |

#### Assembleia Municipal
| Partido                 | Partido                        | Votos | %               | +/-  | Mandatos | +/-     |
| ----------------------- | ------------------------------ | ----- | --------------- | ---- | -------- | ------- |
|                         | Partido Socialista             | 1 726 | 43,93 / 100,00  | 0,85 | 8 / 15   | 1       |
|                         | Partido Social Democrata       | 1 675 | 42,63 / 100,00  | 8,49 | 7 / 15   | 1       |
|                         | Bloco de Esquerda              | 184   | 4,68 / 100,00   | -    | 0 / 15   | -       |
|                         | Coligação Democrática Unitária | 173   | 4,40 / 100,00   | 1,45 | 0 / 15   | Estável |
| Votos Inválidos         | Votos Inválidos                | 171   | 4,35 / 100,00   | 1,49 |          |         |
| Total                   | Total                          | 3 929 | 100,00 / 100,00 |      | 15 / 15  |         |
| Eleitorado/Participação | Eleitorado/Participação        | 5 935 | 66,20 / 100,00  | 4,54 |          |         |

| Freguesia    | %     | %     | %    | %    | Votantes |
| Freguesia    | PS    | PSD   | BE   | CDU  | Votantes |
| ------------ | ----- | ----- | ---- | ---- | -------- |
| Altura       | 46,83 | 39,43 | 6,33 | 3,30 | 1 153    |
| Azinhal      | 30,08 | 57,10 | 2,51 | 4,18 | 359      |
| Castro Marim | 46,54 | 39,47 | 4,98 | 5,29 | 1 908    |
| Odeleite     | 37,33 | 51,47 | 1,38 | 3,73 | 509      |
| Castro Marim | 43,93 | 42,63 | 4,68 | 4,40 | 3 929    |

#### Juntas de Freguesia
| Partido                 | Partido                        | Votos | %               | +/-  | Presidentes | Mandatos | +/-     |
| ----------------------- | ------------------------------ | ----- | --------------- | ---- | ----------- | -------- | ------- |
|                         | Partido Socialista             | 1 756 | 44,69 / 100,00  | 2,92 | 2 / 4       | 15 / 32  | Estável |
|                         | Partido Social Democrata       | 1 750 | 44,54 / 100,00  | 2,45 | 2 / 4       | 17 / 32  | Estável |
|                         | Coligação Democrática Unitária | 178   | 4,53 / 100,00   | 1,37 | 0 / 4       | 0 / 32   | Estável |
|                         | Bloco de Esquerda              | 77    | 1,96 / 100,00   | -    | 0 / 4       | 0 / 32   | -       |
| Votos Inválidos         | Votos Inválidos                | 168   | 4,28 / 100,00   | 2,04 |             |          |         |
| Total                   | Total                          | 3 929 | 100,00 / 100,00 |      | 4 / 4       | 32 / 32  |         |
| Eleitorado/Participação | Eleitorado/Participação        | 5 935 | 66,20 / 100,00  | 4,54 |             |          |         |

| Freguesia    | Partido Vencedor | Partido Vencedor         | %              | Mandatos |
| ------------ | ---------------- | ------------------------ | -------------- | -------- |
| Altura       |                  | Partido Socialista       | 49,48 / 100,00 | 5 / 9    |
| Azinhal      |                  | Partido Social Democrata | 55,71 / 100,00 | 5 / 7    |
| Castro Marim |                  | Partido Socialista       | 46,49 / 100,00 | 5 / 9    |
| Odeleite     |                  | Partido Social Democrata | 54,31 / 100,00 | 4 / 7    |

### Faro

#### Câmara Municipal
| Partido                 | Partido                             | Votos  | %               | +/-   | Vereadores | +/-     |
| ----------------------- | ----------------------------------- | ------ | --------------- | ----- | ---------- | ------- |
|                         | PSD-CDS-MPT-PPM                     | 8 306  | 33,94 / 100,00  | 8,73  | 4 / 9      | 1       |
|                         | Partido Socialista                  | 7 911  | 32,32 / 100,00  | 9,93  | 4 / 9      | Estável |
|                         | Coligação Democrática Unitária      | 3 122  | 12,76 / 100,00  | 7,51  | 1 / 9      | 1       |
|                         | Vitorino - Salvar Faro, Com Coração | 1 404  | 5,74 / 100,00   | 1,62  | 0 / 9      | Estável |
|                         | Bloco de Esquerda                   | 1 180  | 4,82 / 100,00   | 1,78  | 0 / 9      | Estável |
|                         | Portugal Pró Vida                   | 338    | 1,38 / 100,00   | Novo  | 0 / 9      | Novo    |
| Votos Inválidos         | Votos Inválidos                     | 2 214  | 9,04 / 100,00   | 6,37  |            |         |
| Total                   | Total                               | 24 475 | 100,00 / 100,00 |       | 9 / 9      |         |
| Eleitorado/Participação | Eleitorado/Participação             | 56 065 | 43,65 / 100,00  | 13,77 |            |         |

| Freguesia             | %                  | %     | %     | %    | %    | %    | Votantes |
| Freguesia             | PSD- CDS- MPT- PPM | PS    | CDU   | SFC  | BE   | PPV  | Votantes |
| --------------------- | ------------------ | ----- | ----- | ---- | ---- | ---- | -------- |
| Conceição e Estoi     | 28,39              | 39,53 | 10,60 | 6,24 | 3,75 | 1,57 | 3 124    |
| Faro (Sé e São Pedro) | 33,53              | 32,73 | 12,58 | 5,76 | 5,16 | 1,52 | 16 625   |
| Montenegro            | 42,42              | 27,58 | 9,13  | 5,71 | 4,88 | 0,73 | 3 133    |
| Santa Bárbara de Nexe | 32,39              | 23,29 | 25,93 | 4,52 | 3,26 | 0,82 | 1 593    |
| Faro                  | 33,94              | 32,32 | 12,76 | 5,74 | 4,82 | 1,38 | 24 475   |

#### Assembleia Municipal
| Partido                 | Partido                             | Votos  | %               | +/-   | Mandatos | +/-     |
| ----------------------- | ----------------------------------- | ------ | --------------- | ----- | -------- | ------- |
|                         | Partido Socialista                  | 7 719  | 31,55 / 100,00  | 6,96  | 10 / 27  | 2       |
|                         | PSD-CDS-MPT-PPM                     | 7 550  | 30,86 / 100,00  | 7,41  | 9 / 27   | 2       |
|                         | Coligação Democrática Unitária      | 3 353  | 13,71 / 100,00  | 6,52  | 4 / 27   | 2       |
|                         | Bloco de Esquerda                   | 1 559  | 6,37 / 100,00   | 0,01  | 2 / 27   | 1       |
|                         | Vitorino - Salvar Faro, Com Coração | 1 528  | 6,25 / 100,00   | 1,45  | 2 / 27   | 1       |
|                         | Partido Nacional Renovador          | 497    | 2,03 / 100,00   | 0,32  | 0 / 27   | Estável |
| Votos Inválidos         | Votos Inválidos                     | 2 258  | 9,23 / 100,00   | 6,10  |          |         |
| Total                   | Total                               | 24 464 | 100,00 / 100,00 |       | 27 / 27  |         |
| Eleitorado/Participação | Eleitorado/Participação             | 56 065 | 43,64 / 100,00  | 13,78 |          |         |

| Freguesia             | %     | %                  | %     | %    | %    | %    | Votantes |
| Freguesia             | PS    | PSD- CDS- MPT- PPM | CDU   | BE   | SFC  | PNR  | Votantes |
| --------------------- | ----- | ------------------ | ----- | ---- | ---- | ---- | -------- |
| Conceição e Estoi     | 40,56 | 25,38              | 11,62 | 4,67 | 6,53 | 1,34 | 3 124    |
| Faro (Sé e São Pedro) | 31,46 | 30,58              | 13,43 | 6,84 | 6,43 | 2,33 | 16 614   |
| Montenegro            | 27,67 | 38,01              | 9,93  | 6,99 | 5,97 | 1,69 | 3 133    |
| Santa Bárbara de Nexe | 22,54 | 30,45              | 28,12 | 3,58 | 4,27 | 0,94 | 1 593    |
| Faro                  | 31,55 | 30,86              | 13,71 | 6,37 | 6,25 | 2,03 | 24 464   |

#### Juntas de Freguesia
| Partido                 | Partido                        | Votos  | %               | +/-   | Presidentes | Mandatos | +/-     |
| ----------------------- | ------------------------------ | ------ | --------------- | ----- | ----------- | -------- | ------- |
|                         | Partido Socialista             | 8 443  | 34,49 / 100,00  | 6,06  | 2 / 4       | 22 / 54  | 9       |
|                         | PSD-CDS-MPT-PPM                | 7 470  | 30,52 / 100,00  | 7,29  | 1 / 4       | 19 / 54  | 13      |
|                         | Coligação Democrática Unitária | 3 480  | 14,22 / 100,00  | 5,11  | 1 / 4       | 10 / 54  | 2       |
|                         | Grupo de Cidadãos              | 1 480  | 6,05 / 100,00   | 1,55  | 0 / 4       | 1 / 54   | Estável |
|                         | Bloco de Esquerda              | 1 332  | 5,44 / 100,00   | 0,60  | 0 / 4       | 2 / 54   | 1       |
| Votos Inválidos         | Votos Inválidos                | 2 272  | 9,28 / 100,00   | 6,08  |             |          |         |
| Total                   | Total                          | 24 477 | 100,00 / 100,00 |       | 4 / 4       | 54 / 54  | 18      |
| Eleitorado/Participação | Eleitorado/Participação        | 56 065 | 43,66 / 100,00  | 13,76 |             |          |         |

| Freguesia             | Partido Vencedor | Partido Vencedor               | %              | Mandatos |
| --------------------- | ---------------- | ------------------------------ | -------------- | -------- |
| Conceição e Estoi     |                  | Partido Socialista             | 50,67 / 100,00 | 9 / 13   |
| Faro (Sé e São Pedro) |                  | Partido Socialista             | 34,63 / 100,00 | 8 / 19   |
| Montenegro            |                  | PSD-CDS-MPT-PPM                | 44,14 / 100,00 | 7 / 13   |
| Santa Bárbara de Nexe |                  | Coligação Democrática Unitária | 43,45 / 100,00 | 5 / 9    |

### Lagoa

#### Câmara Municipal
| Partido                 | Partido                        | Votos  | %               | +/-  | Vereadores | +/-     |
| ----------------------- | ------------------------------ | ------ | --------------- | ---- | ---------- | ------- |
|                         | Partido Socialista             | 3 821  | 41,68 / 100,00  | 0,28 | 4 / 7      | 1       |
|                         | Partido Social Democrata       | 3 608  | 39,35 / 100,00  | 5,56 | 3 / 7      | 1       |
|                         | Coligação Democrática Unitária | 700    | 7,64 / 100,00   | 3,43 | 0 / 7      | Estável |
|                         | Bloco de Esquerda              | 468    | 5,10 / 100,00   | 0,84 | 0 / 7      | Estável |
| Votos Inválidos         | Votos Inválidos                | 571    | 6,23 / 100,00   | 3,96 |            |         |
| Total                   | Total                          | 9 168  | 100,00 / 100,00 |      | 7 / 7      |         |
| Eleitorado/Participação | Eleitorado/Participação        | 18 503 | 49,55 / 100,00  | 8,84 |            |         |

| Freguesia          | %     | %     | %     | %    | Votantes |
| Freguesia          | PS    | PSD   | CDU   | BE   | Votantes |
| ------------------ | ----- | ----- | ----- | ---- | -------- |
| Estômbar e Parchal | 36,23 | 39,87 | 10,44 | 7,10 | 3 632    |
| Ferragudo          | 43,51 | 37,99 | 8,44  | 5,09 | 924      |
| Lagoa e Carvoeiro  | 45,60 | 38,68 | 5,65  | 3,76 | 3 855    |
| Porches            | 45,57 | 42,01 | 3,30  | 2,38 | 757      |
| Lagoa              | 41,68 | 39,35 | 7,64  | 5,10 | 9 168    |

#### Assembleia Municipal
| Partido                 | Partido                        | Votos  | %               | +/-  | Mandatos | +/-     |
| ----------------------- | ------------------------------ | ------ | --------------- | ---- | -------- | ------- |
|                         | Partido Socialista             | 3 949  | 43,07 / 100,00  | 3,07 | 10 / 21  | 1       |
|                         | Partido Social Democrata       | 3 135  | 34,20 / 100,00  | 8,13 | 8 / 21   | 2       |
|                         | Coligação Democrática Unitária | 897    | 9,78 / 100,00   | 3,50 | 2 / 21   | 1       |
|                         | Bloco de Esquerda              | 585    | 6,38 / 100,00   | 0,46 | 1 / 21   | Estável |
| Votos Inválidos         | Votos Inválidos                | 602    | 6,57 / 100,00   | 4,09 |          |         |
| Total                   | Total                          | 9 168  | 100,00 / 100,00 |      | 21 / 21  |         |
| Eleitorado/Participação | Eleitorado/Participação        | 18 503 | 49,55 / 100,00  | 8,84 |          |         |

| Freguesia          | %     | %     | %     | %    | Votantes |
| Freguesia          | PS    | PSD   | CDU   | BE   | Votantes |
| ------------------ | ----- | ----- | ----- | ---- | -------- |
| Estômbar e Parchal | 38,90 | 33,65 | 12,20 | 8,40 | 3 632    |
| Ferragudo          | 44,16 | 32,79 | 10,93 | 7,14 | 924      |
| Lagoa e Carvoeiro  | 46,36 | 33,90 | 8,25  | 4,85 | 3 855    |
| Porches            | 45,05 | 40,03 | 4,62  | 3,57 | 757      |
| Lagoa              | 43,07 | 34,20 | 9,78  | 6,38 | 9 168    |

#### Juntas de Freguesia
| Partido                 | Partido                        | Votos  | %               | +/-  | Presidentes | Mandatos | +/- |
| ----------------------- | ------------------------------ | ------ | --------------- | ---- | ----------- | -------- | --- |
|                         | Partido Socialista             | 4 309  | 47,00 / 100,00  | 0,54 | 4 / 4       | 24 / 44  | 7   |
|                         | Partido Social Democrata       | 3 039  | 33,15 / 100,00  | 4,58 | 0 / 4       | 16 / 44  | 7   |
|                         | Coligação Democrática Unitária | 729    | 7,95 / 100,00   | 1,88 | 0 / 4       | 3 / 44   | 1   |
|                         | Bloco de Esquerda              | 496    | 5,41 / 100,00   | 0,19 | 0 / 4       | 1 / 44   | 1   |
| Votos Inválidos         | Votos Inválidos                | 595    | 6,49 / 100,00   | 3,86 |             |          |     |
| Total                   | Total                          | 9 168  | 100,00 / 100,00 |      | 4 / 4       | 44 / 44  | 14  |
| Eleitorado/Participação | Eleitorado/Participação        | 18 503 | 49,55 / 100,00  | 8,84 |             |          |     |

| Freguesia          | Partido Vencedor | Partido Vencedor   | %              | Mandatos |
| ------------------ | ---------------- | ------------------ | -------------- | -------- |
| Estômbar e Parchal |                  | Partido Socialista | 45,37 / 100,00 | 7 / 13   |
| Ferragudo          |                  | Partido Socialista | 49,35 / 100,00 | 5 / 9    |
| Lagoa e Carvoeiro  |                  | Partido Socialista | 47,55 / 100,00 | 7 / 13   |
| Porches            |                  | Partido Socialista | 49,14 / 100,00 | 5 / 9    |

### Lagos

#### Câmara Municipal
| Partido                 | Partido                        | Votos  | %               | +/-   | Vereadores | +/-     |
| ----------------------- | ------------------------------ | ------ | --------------- | ----- | ---------- | ------- |
|                         | Partido Socialista             | 4 000  | 34,93 / 100,00  | 26,00 | 4 / 7      | 1       |
|                         | Partido Social Democrata       | 1 982  | 17,31 / 100,00  | -     | 1 / 7      | -       |
|                         | Coligação Democrática Unitária | 1 584  | 13,83 / 100,00  | 8,06  | 1 / 7      | 1       |
|                         | Lagos com Futuro               | 1 542  | 13,46 / 100,00  | Novo  | 1 / 7      | Novo    |
|                         | CDS-MPT                        | 730    | 6,37 / 100,00   | -     | 0 / 7      | -       |
|                         | Bloco de Esquerda              | 435    | 3,80 / 100,00   | 0,82  | 0 / 7      | Estável |
|                         | PPM-PPV-PND                    | 191    | 1,67 / 100,00   | Novo  | 0 / 7      | Novo    |
| Votos Inválidos         | Votos Inválidos                | 989    | 8,63 / 100,00   | 5,60  |            |         |
| Total                   | Total                          | 11 453 | 100,00 / 100,00 |       | 7 / 7      |         |
| Eleitorado/Participação | Eleitorado/Participação        | 23 762 | 48,20 / 100,00  | 9,15  |            |         |

| Freguesia                     | %     | %     | %     | %     | %        | %    | %             | Votantes |
| Freguesia                     | PS    | PSD   | CDU   | LCF   | CDS- MPT | BE   | PPM- PPV- PND | Votantes |
| ----------------------------- | ----- | ----- | ----- | ----- | -------- | ---- | ------------- | -------- |
| Bensafrim e Barão de São João | 38,60 | 23,83 | 10,37 | 12,80 | 3,74     | 2,62 | 0,75          | 1 070    |
| Luz                           | 32,15 | 16,48 | 15,27 | 14,15 | 7,03     | 4,23 | 1,90          | 8 250    |
| Odiáxere                      | 37,96 | 18,06 | 10,92 | 11,84 | 6,53     | 2,96 | 1,63          | 980      |
| São Gonçalo de Lagos          | 48,83 | 16,48 | 9,19  | 10,58 | 3,99     | 2,52 | 0,87          | 1 153    |
| Lagos                         | 34,93 | 17,31 | 13,83 | 13,46 | 6,37     | 3,80 | 1,67          | 11 453   |

#### Assembleia Municipal
| Partido                 | Partido                        | Votos  | %               | +/-   | Mandatos | +/-     |
| ----------------------- | ------------------------------ | ------ | --------------- | ----- | -------- | ------- |
|                         | Partido Socialista             | 3 614  | 31,56 / 100,00  | 24,87 | 8 / 21   | 5       |
|                         | Partido Social Democrata       | 2 394  | 20,90 / 100,00  | -     | 5 / 21   | -       |
|                         | Lagos com Futuro               | 1 569  | 13,70 / 100,00  | Novo  | 3 / 21   | Novo    |
|                         | Coligação Democrática Unitária | 1 533  | 13,39 / 100,00  | 5,97  | 3 / 21   | 2       |
|                         | CDS-MPT                        | 625    | 5,46 / 100,00   | -     | 1 / 21   | -       |
|                         | Bloco de Esquerda              | 516    | 4,51 / 100,00   | 2,63  | 1 / 21   | Estável |
|                         | PPM-PPV-PND                    | 210    | 1,83 / 100,00   | Novo  | 0 / 21   | Novo    |
| Votos Inválidos         | Votos Inválidos                | 991    | 8,65 / 100,00   | 5,32  |          |         |
| Total                   | Total                          | 11 452 | 100,00 / 100,00 |       | 21 / 21  |         |
| Eleitorado/Participação | Eleitorado/Participação        | 23 762 | 48,19 / 100,00  | 9,16  |          |         |

| Freguesia                     | %     | %     | %     | %     | %        | %    | %             | Votantes |
| Freguesia                     | PS    | PSD   | LCF   | CDU   | CDS- MPT | BE   | PPM- PPV- PND | Votantes |
| ----------------------------- | ----- | ----- | ----- | ----- | -------- | ---- | ------------- | -------- |
| Bensafrim e Barão de São João | 35,23 | 28,79 | 12,99 | 9,72  | 3,08     | 2,99 | 0,93          | 1 070    |
| Luz                           | 28,44 | 20,27 | 14,44 | 14,92 | 5,92     | 4,96 | 2,11          | 8 250    |
| Odiáxere                      | 37,24 | 19,08 | 12,45 | 9,49  | 6,53     | 4,29 | 1,43          | 980      |
| São Gonçalo de Lagos          | 45,66 | 19,70 | 10,16 | 9,11  | 3,47     | 2,86 | 1,04          | 1 152    |
| Lagos                         | 31,56 | 20,90 | 13,70 | 13,39 | 5,46     | 4,51 | 1,83          | 11 452   |

#### Juntas de Freguesia
| Partido                 | Partido                        | Votos  | %               | +/-   | Presidentes | Mandatos | +/-  |
| ----------------------- | ------------------------------ | ------ | --------------- | ----- | ----------- | -------- | ---- |
|                         | Partido Socialista             | 3 860  | 33,70 / 100,00  | 38,03 | 4 / 4       | 20 / 40  | 22   |
|                         | Partido Social Democrata       | 2 236  | 19,52 / 100,00  | -     | 0 / 4       | 9 / 40   | -    |
|                         | Grupo de Cidadãos              | 1 732  | 15,12 / 100,00  | -     | 0 / 4       | 6 / 40   | -    |
|                         | Coligação Democrática Unitária | 1 483  | 12,95 / 100,00  | 3,81  | 0 / 4       | 4 / 40   | 2    |
|                         | CDS-MPT                        | 576    | 5,03 / 100,00   | -     | 0 / 4       | 1 / 40   | -    |
|                         | Bloco de Esquerda              | 372    | 3,25 / 100,00   | -     | 0 / 4       | 0 / 40   | -    |
|                         | PPM-PPV-PND                    | 224    | 1,96 / 100,00   | Novo  | 0 / 4       | 0 / 40   | Novo |
| Votos Inválidos         | Votos Inválidos                | 972    | 8,48 / 100,00   | 4,89  |             |          |      |
| Total                   | Total                          | 11 455 | 100,00 / 100,00 |       | 4 / 4       | 40 / 40  | 20   |
| Eleitorado/Participação | Eleitorado/Participação        | 23 762 | 48,21 / 100,00  | 9,14  |             |          |      |

| Freguesia                     | Partido Vencedor | Partido Vencedor   | %              | Mandatos |
| ----------------------------- | ---------------- | ------------------ | -------------- | -------- |
| Bensafrim e Barão de São João |                  | Partido Socialista | 37,57 / 100,00 | 4 / 9    |
| Luz                           |                  | Partido Socialista | 29,39 / 100,00 | 5 / 13   |
| Odiáxere                      |                  | Partido Socialista | 35,92 / 100,00 | 4 / 9    |
| São Gonçalo de Lagos          |                  | Partido Socialista | 58,96 / 100,00 | 7 / 9    |

### Loulé

#### Câmara Municipal
| Partido                 | Partido                                     | Votos  | %               | +/-   | Vereadores | +/-     |
| ----------------------- | ------------------------------------------- | ------ | --------------- | ----- | ---------- | ------- |
|                         | Partido Socialista                          | 12 991 | 48,34 / 100,00  | 15,72 | 5 / 9      | 2       |
|                         | Partido Social Democrata                    | 9 389  | 34,94 / 100,00  | 22,06 | 4 / 9      | 2       |
|                         | Coligação Democrática Unitária              | 1 204  | 4,48 / 100,00   | 2,56  | 0 / 9      | Estável |
|                         | Movimento de Intervenção e Cidadania Activa | 723    | 2,69 / 100,00   | Novo  | 0 / 9      | Novo    |
|                         | CDS – Partido Popular                       | 564    | 2,10 / 100,00   | 0,54  | 0 / 9      | Estável |
| Votos Inválidos         | Votos Inválidos                             | 2 004  | 7,46 / 100,00   | 4,53  |            |         |
| Total                   | Total                                       | 26 875 | 100,00 / 100,00 |       | 9 / 9      |         |
| Eleitorado/Participação | Eleitorado/Participação                     | 57 663 | 46,61 / 100,00  | 7,87  |            |         |

| Freguesia               | %     | %     | %    | %    | %    | Votantes |
| Freguesia               | PS    | PSD   | CDU  | MICA | CDS  | Votantes |
| ----------------------- | ----- | ----- | ---- | ---- | ---- | -------- |
| Almancil                | 44,94 | 37,31 | 5,80 | 1,60 | 3,21 | 3 120    |
| Alte                    | 43,31 | 43,77 | 6,55 | 0,64 | 0,91 | 1 099    |
| Ameixial                | 58,36 | 33,42 | 1,37 | 0    | 0,55 | 365      |
| Boliqueime              | 32,67 | 49,21 | 3,29 | 1,38 | 2,91 | 2 097    |
| Loulé (São Clemente)    | 55,00 | 28,24 | 3,96 | 3,20 | 2,19 | 7 115    |
| Loulé (São Sebastião)   | 42,55 | 40,02 | 4,67 | 2,00 | 3,03 | 3 001    |
| Quarteira               | 50,96 | 31,96 | 4,44 | 4,05 | 1,51 | 6 868    |
| Querença, Tôr e Benafim | 48,63 | 36,14 | 3,23 | 2,87 | 0,90 | 1 674    |
| Salir                   | 46,29 | 37,76 | 6,25 | 1,50 | 1,63 | 1 536    |
| Loulé                   | 48,34 | 34,94 | 4,48 | 2,69 | 2,10 | 26 875   |

#### Assembleia Municipal
| Partido                 | Partido                        | Votos  | %               | +/-   | Mandatos | +/-     |
| ----------------------- | ------------------------------ | ------ | --------------- | ----- | -------- | ------- |
|                         | Partido Socialista             | 12 300 | 45,77 / 100,00  | 11,05 | 14 / 27  | 4       |
|                         | Partido Social Democrata       | 9 475  | 35,26 / 100,00  | 15,94 | 11 / 27  | 4       |
|                         | Coligação Democrática Unitária | 1 293  | 4,81 / 100,00   | 2,33  | 1 / 27   | 1       |
|                         | Bloco de Esquerda              | 1 092  | 4,06 / 100,00   | 0,64  | 1 / 27   | Estável |
|                         | CDS – Partido Popular          | 663    | 2,47 / 100,00   | 1,01  | 0 / 27   | 1       |
| Votos Inválidos         | Votos Inválidos                | 2 052  | 7,64 / 100,00   | 4,22  |          |         |
| Total                   | Total                          | 26 875 | 100,00 / 100,00 |       | 27 / 27  |         |
| Eleitorado/Participação | Eleitorado/Participação        | 57 663 | 46,61 / 100,00  | 7,86  |          |         |

| Freguesia               | %     | %     | %    | %    | %    | Votantes |
| Freguesia               | PS    | PSD   | CDU  | BE   | CDS  | Votantes |
| ----------------------- | ----- | ----- | ---- | ---- | ---- | -------- |
| Almancil                | 44,17 | 36,73 | 6,19 | 2,28 | 3,43 | 3 120    |
| Alte                    | 39,31 | 44,22 | 7,64 | 2,18 | 2,00 | 1 099    |
| Ameixial                | 58,36 | 32,60 | 2,47 | 0,55 | 0,82 | 365      |
| Boliqueime              | 30,90 | 49,02 | 3,20 | 2,53 | 3,77 | 2 097    |
| Loulé (São Clemente)    | 51,57 | 28,18 | 4,43 | 5,71 | 2,45 | 7 115    |
| Loulé (São Sebastião)   | 38,54 | 40,34 | 4,96 | 4,46 | 3,46 | 3 002    |
| Quarteira               | 49,09 | 32,84 | 4,38 | 4,28 | 1,94 | 6 867    |
| Querença, Tôr e Benafim | 45,46 | 37,75 | 3,64 | 3,82 | 1,25 | 1 674    |
| Salir                   | 43,68 | 38,61 | 7,42 | 2,86 | 1,30 | 1 536    |
| Loulé                   | 45,77 | 35,26 | 4,81 | 4,06 | 2,47 | 26 875   |

#### Juntas de Freguesia
| Partido                 | Partido                        | Votos  | %               | +/-   | Presidentes | Mandatos | +/-     |
| ----------------------- | ------------------------------ | ------ | --------------- | ----- | ----------- | -------- | ------- |
|                         | Partido Socialista             | 12 320 | 45,84 / 100,00  | 4,98  | 4 / 9       | 47 / 95  | Estável |
|                         | Partido Social Democrata       | 9 678  | 36,01 / 100,00  | 11,75 | 5 / 9       | 42 / 95  | 19      |
|                         | Coligação Democrática Unitária | 1 295  | 4,82 / 100,00   | 2,02  | 0 / 9       | 3 / 95   | 2       |
|                         | Grupo de Cidadãos              | 807    | 3,00 / 100,00   | -     | 0 / 9       | 3 / 95   | -       |
|                         | Bloco de Esquerda              | 561    | 2,09 / 100,00   | 0,38  | 0 / 9       | 0 / 95   | Estável |
|                         | CDS – Partido Popular          | 366    | 1,36 / 100,00   | 1,56  | 0 / 9       | 0 / 95   | Estável |
| Votos Inválidos         | Votos Inválidos                | 1 848  | 6,88 / 100,00   | 3,69  |             |          |         |
| Total                   | Total                          | 26 875 | 100,00 / 100,00 |       | 9 / 9       | 95 / 95  | 14      |
| Eleitorado/Participação | Eleitorado/Participação        | 57 663 | 46,61 / 100,00  | 7,87  |             |          |         |

| Freguesia               | Partido Vencedor | Partido Vencedor         | %              | Mandatos |
| ----------------------- | ---------------- | ------------------------ | -------------- | -------- |
| Almancil                |                  | Partido Socialista       | 44,42 / 100,00 | 7 / 13   |
| Alte                    |                  | Partido Social Democrata | 50,32 / 100,00 | 5 / 9    |
| Ameixial                |                  | Partido Socialista       | 67,40 / 100,00 | 5 / 7    |
| Boliqueime              |                  | Partido Social Democrata | 52,74 / 100,00 | 6 / 9    |
| Loulé (São Clemente)    |                  | Partido Socialista       | 57,27 / 100,00 | 9 / 13   |
| Loulé (São Sebastião)   |                  | Partido Social Democrata | 40,79 / 100,00 | 7 / 13   |
| Quarteira               |                  | Partido Socialista       | 51,16 / 100,00 | 8 / 13   |
| Querença, Tôr e Benafim |                  | Partido Social Democrata | 38,41 / 100,00 | 4 / 9    |
| Salir                   |                  | Partido Social Democrata | 45,77 / 100,00 | 4 / 9    |

### Monchique

#### Câmara Municipal
| Partido                 | Partido                        | Votos | %               | +/-   | Vereadores | +/-     |
| ----------------------- | ------------------------------ | ----- | --------------- | ----- | ---------- | ------- |
|                         | Partido Social Democrata       | 1 737 | 47,42 / 100,00  | 0,69  | 3 / 5      | Estável |
|                         | Partido Socialista             | 1 179 | 32,19 / 100,00  | 12,96 | 2 / 5      | Estável |
|                         | Monchique Independente         | 385   | 10,51 / 100,00  | Novo  | 0 / 5      | Novo    |
|                         | Coligação Democrática Unitária | 181   | 4,94 / 100,00   | 1,26  | 0 / 5      | Estável |
| Votos Inválidos         | Votos Inválidos                | 181   | 4,94 / 100,00   | 1,92  |            |         |
| Total                   | Total                          | 3 663 | 100,00 / 100,00 |       | 5 / 5      |         |
| Eleitorado/Participação | Eleitorado/Participação        | 5 165 | 70,92 / 100,00  | 3,45  |            |         |

| Freguesia | %     | %     | %     | %    | Votantes |
| Freguesia | PSD   | PS    | MI    | CDU  | Votantes |
| --------- | ----- | ----- | ----- | ---- | -------- |
| Alferce   | 39,11 | 45,16 | 8,06  | 3,23 | 248      |
| Marmelete | 55,51 | 15,23 | 19,44 | 3,21 | 499      |
| Monchique | 46,74 | 33,98 | 9,19  | 5,38 | 2 916    |
| Monchique | 47,42 | 32,19 | 10,51 | 4,94 | 3 663    |

#### Assembleia Municipal
| Partido                 | Partido                        | Votos | %               | +/-   | Mandatos | +/-     |
| ----------------------- | ------------------------------ | ----- | --------------- | ----- | -------- | ------- |
|                         | Partido Social Democrata       | 1 603 | 43,76 / 100,00  | 1,84  | 7 / 15   | Estável |
|                         | Partido Socialista             | 1 249 | 34,10 / 100,00  | 12,07 | 6 / 15   | 2       |
|                         | Monchique Independente         | 377   | 10,29 / 100,00  | Novo  | 1 / 15   | Novo    |
|                         | Coligação Democrática Unitária | 224   | 6,12 / 100,00   | 0,88  | 1 / 15   | 1       |
| Votos Inválidos         | Votos Inválidos                | 210   | 5,74 / 100,00   | 2,75  |          |         |
| Total                   | Total                          | 3 663 | 100,00 / 100,00 |       | 15 / 15  |         |
| Eleitorado/Participação | Eleitorado/Participação        | 5 165 | 70,92 / 100,00  | 3,45  |          |         |

| Freguesia | %     | %     | %     | %    | Votantes |
| Freguesia | PSD   | PS    | MI    | CDU  | Votantes |
| --------- | ----- | ----- | ----- | ---- | -------- |
| Alferce   | 36,69 | 45,56 | 8,06  | 3,63 | 248      |
| Marmelete | 54,51 | 13,43 | 19,64 | 4,81 | 499      |
| Monchique | 42,52 | 36,66 | 8,88  | 6,55 | 2 916    |
| Monchique | 43,76 | 34,10 | 10,29 | 6,12 | 3 663    |

#### Juntas de Freguesia
| Partido                 | Partido                        | Votos | %               | +/-  | Presidentes | Mandatos | +/-     |
| ----------------------- | ------------------------------ | ----- | --------------- | ---- | ----------- | -------- | ------- |
|                         | Partido Socialista             | 1 600 | 43,68 / 100,00  | 6,64 | 2 / 3       | 11 / 23  | 2       |
|                         | Partido Social Democrata       | 1 418 | 38,71 / 100,00  | 4,30 | 1 / 3       | 11 / 23  | 1       |
|                         | Grupo de Cidadãos              | 286   | 7,81 / 100,00   | -    | 0 / 3       | 1 / 23   | -       |
|                         | Coligação Democrática Unitária | 178   | 4,86 / 100,00   | 0,90 | 0 / 3       | 0 / 23   | Estável |
| Votos Inválidos         | Votos Inválidos                | 181   | 4,94 / 100,00   | 2,22 |             |          |         |
| Total                   | Total                          | 3 663 | 100,00 / 100,00 |      | 3 / 3       | 23 / 23  |         |
| Eleitorado/Participação | Eleitorado/Participação        | 5 165 | 70,92 / 100,00  | 3,45 |             |          |         |

| Freguesia | Partido Vencedor | Partido Vencedor         | %              | Mandatos |
| --------- | ---------------- | ------------------------ | -------------- | -------- |
| Alferce   |                  | Partido Socialista       | 60,48 / 100,00 | 5 / 7    |
| Marmelete |                  | Partido Social Democrata | 73,35 / 100,00 | 6 / 7    |
| Monchique |                  | Partido Socialista       | 46,84 / 100,00 | 5 / 9    |

### Olhão

#### Câmara Municipal
| Partido                 | Partido                        | Votos  | %               | +/-   | Vereadores | +/-     |
| ----------------------- | ------------------------------ | ------ | --------------- | ----- | ---------- | ------- |
|                         | Partido Socialista             | 5 102  | 32,60 / 100,00  | 13,25 | 3 / 7      | 1       |
|                         | Partido Social Democrata       | 4 115  | 26,29 / 100,00  | -     | 2 / 7      | -       |
|                         | Coligação Democrática Unitária | 1 869  | 11,94 / 100,00  | 2,63  | 1 / 7      | 1       |
|                         | Bloco de Esquerda              | 1 471  | 9,40 / 100,00   | 0,46  | 1 / 7      | Estável |
|                         | Novo Rumo                      | 946    | 6,04 / 100,00   | Novo  | 0 / 7      | Novo    |
|                         | CDS – Partido Popular          | 492    | 3,14 / 100,00   | -     | 0 / 7      | -       |
|                         | PCTP/MRPP                      | 364    | 2,33 / 100,00   | 0,51  | 0 / 7      | Estável |
| Votos Inválidos         | Votos Inválidos                | 1 293  | 8,26 / 100,00   | 4,22  |            |         |
| Total                   | Total                          | 15 652 | 100,00 / 100,00 |       | 7 / 7      |         |
| Eleitorado/Participação | Eleitorado/Participação        | 37 663 | 41,56 / 100,00  | 5,86  |            |         |

| Freguesia             | %     | %     | %     | %     | %    | %    | %    | Votantes |
| Freguesia             | PS    | PSD   | CDU   | BE    | NR   | CDS  | PCTP | Votantes |
| --------------------- | ----- | ----- | ----- | ----- | ---- | ---- | ---- | -------- |
| Moncarapacho e Fuseta | 35,08 | 34,29 | 7,52  | 5,36  | 5,38 | 2,91 | 1,31 | 4 439    |
| Olhão                 | 30,72 | 25,97 | 14,25 | 10,01 | 5,30 | 3,31 | 3,03 | 4 717    |
| Pechão                | 34,55 | 17,58 | 13,76 | 14,66 | 5,09 | 3,14 | 1,27 | 1 337    |
| Quelfes               | 31,67 | 21,96 | 13,16 | 10,95 | 7,54 | 3,20 | 2,83 | 5 159    |
| Olhão                 | 32,60 | 26,29 | 11,94 | 9,40  | 6,04 | 3,14 | 2,33 | 15 652   |

#### Assembleia Municipal
| Partido                 | Partido                        | Votos  | %               | +/-   | Mandatos | +/-  |
| ----------------------- | ------------------------------ | ------ | --------------- | ----- | -------- | ---- |
|                         | Partido Socialista             | 4 841  | 30,94 / 100,00  | 11,30 | 8 / 21   | 2    |
|                         | Partido Social Democrata       | 4 032  | 25,77 / 100,00  | -     | 6 / 21   | -    |
|                         | Coligação Democrática Unitária | 2 042  | 13,05 / 100,00  | 1,35  | 3 / 21   | 1    |
|                         | Bloco de Esquerda              | 1 801  | 11,51 / 100,00  | 0,96  | 3 / 21   | 1    |
|                         | Novo Rumo                      | 1 002  | 6,40 / 100,00   | Novo  | 1 / 21   | Novo |
|                         | CDS – Partido Popular          | 544    | 3,48 / 100,00   | -     | 0 / 21   | -    |
| Votos Inválidos         | Votos Inválidos                | 1 386  | 8,86 / 100,00   | 4,88  |          |      |
| Total                   | Total                          | 15 648 | 100,00 / 100,00 |       | 21 / 21  |      |
| Eleitorado/Participação | Eleitorado/Participação        | 37 663 | 41,55 / 100,00  | 5,88  |          |      |

| Freguesia             | %     | %     | %     | %     | %    | %    | Votantes |
| Freguesia             | PS    | PSD   | CDU   | BE    | NR   | CDS  | Votantes |
| --------------------- | ----- | ----- | ----- | ----- | ---- | ---- | -------- |
| Moncarapacho e Fuseta | 33,75 | 34,09 | 7,91  | 6,58  | 5,59 | 3,36 | 4 438    |
| Olhão                 | 29,00 | 25,40 | 15,43 | 12,60 | 5,83 | 3,63 | 4 713    |
| Pechão                | 33,81 | 15,33 | 15,11 | 17,35 | 5,09 | 2,92 | 1 337    |
| Quelfes               | 29,53 | 21,65 | 14,77 | 13,24 | 7,97 | 3,59 | 5 160    |
| Olhão                 | 30,94 | 25,77 | 13,05 | 11,51 | 6,40 | 3,48 | 15 648   |

#### Juntas de Freguesia
| Partido                 | Partido                        | Votos  | %               | +/-   | Presidentes | Mandatos | +/-     |
| ----------------------- | ------------------------------ | ------ | --------------- | ----- | ----------- | -------- | ------- |
|                         | Partido Socialista             | 5 141  | 32,86 / 100,00  | 11,28 | 3 / 4       | 19 / 48  | 10      |
|                         | Partido Social Democrata       | 4 159  | 26,58 / 100,00  | -     | 1 / 4       | 15 / 48  | -       |
|                         | Coligação Democrática Unitária | 1 893  | 12,10 / 100,00  | 1,21  | 0 / 4       | 7 / 48   | 2       |
|                         | Bloco de Esquerda              | 1 710  | 10,93 / 100,00  | 0,90  | 0 / 4       | 6 / 48   | Estável |
|                         | Grupo de Cidadãos              | 960    | 6,14 / 100,00   | -     | 0 / 4       | 1 / 48   | -       |
|                         | CDS – Partido Popular          | 571    | 3,65 / 100,00   | -     | 0 / 4       | 0 / 48   | -       |
| Votos Inválidos         | Votos Inválidos                | 1 211  | 7,74 / 100,00   | 4,14  |             |          |         |
| Total                   | Total                          | 15 645 | 100,00 / 100,00 |       | 4 / 4       | 48 / 48  | 9       |
| Eleitorado/Participação | Eleitorado/Participação        | 37 663 | 41,54 / 100,00  | 5,88  |             |          |         |

| Freguesia             | Partido Vencedor | Partido Vencedor         | %              | Mandatos |
| --------------------- | ---------------- | ------------------------ | -------------- | -------- |
| Moncarapacho e Fuseta |                  | Partido Social Democrata | 41,53 / 100,00 | 7 / 13   |
| Olhão                 |                  | Partido Socialista       | 30,63 / 100,00 | 5 / 13   |
| Pechão                |                  | Partido Socialista       | 38,89 / 100,00 | 4 / 9    |
| Quelfes               |                  | Partido Socialista       | 32,23 / 100,00 | 5 / 13   |

### Portimão

#### Câmara Municipal
| Partido                 | Partido                        | Votos  | %               | +/-   | Vereadores | +/- |
| ----------------------- | ------------------------------ | ------ | --------------- | ----- | ---------- | --- |
|                         | Partido Socialista             | 5 921  | 30,05 / 100,00  | 25,44 | 3 / 7      | 2   |
|                         | CDS-MPT-PPM                    | 3 735  | 18,96 / 100,00  | -     | 1 / 7      | -   |
|                         | Partido Social Democrata       | 3 284  | 16,67 / 100,00  | 8,46  | 1 / 7      | 1   |
|                         | Bloco de Esquerda              | 2 419  | 12,28 / 100,00  | 5,97  | 1 / 7      | 1   |
|                         | Coligação Democrática Unitária | 2 385  | 12,11 / 100,00  | 6,18  | 1 / 7      | 1   |
| Votos Inválidos         | Votos Inválidos                | 1 958  | 9,94 / 100,00   | 7,10  |            |     |
| Total                   | Total                          | 19 702 | 100,00 / 100,00 |       | 7 / 7      |     |
| Eleitorado/Participação | Eleitorado/Participação        | 46 478 | 42,39 / 100,00  | 11,77 |            |     |

| Freguesia          | %     | %             | %     | %     | %     | Votantes |
| Freguesia          | PS    | CDS- MPT- PPM | PSD   | BE    | CDU   | Votantes |
| ------------------ | ----- | ------------- | ----- | ----- | ----- | -------- |
| Alvor              | 35,49 | 17,35         | 14,47 | 12,47 | 12,56 | 2 150    |
| Mexilhoeira Grande | 36,94 | 12,37         | 16,89 | 10,71 | 11,06 | 1 681    |
| Portimão           | 28,59 | 19,87         | 16,94 | 12,42 | 12,15 | 15 871   |
| Portimão           | 30,05 | 18,96         | 16,67 | 12,28 | 12,11 | 19 702   |

#### Assembleia Municipal
| Partido                 | Partido                        | Votos  | %               | +/-   | Mandatos | +/- |
| ----------------------- | ------------------------------ | ------ | --------------- | ----- | -------- | --- |
|                         | Partido Socialista             | 5 779  | 29,33 / 100,00  | 21,92 | 7 / 21   | 5   |
|                         | CDS-MPT-PPM                    | 3 540  | 17,97 / 100,00  | -     | 4 / 21   | -   |
|                         | Partido Social Democrata       | 3 283  | 16,66 / 100,00  | 8,24  | 4 / 21   | 1   |
|                         | Bloco de Esquerda              | 2 584  | 13,12 / 100,00  | 4,56  | 3 / 21   | 1   |
|                         | Coligação Democrática Unitária | 2 535  | 12,87 / 100,00  | 6,06  | 3 / 21   | 2   |
| Votos Inválidos         | Votos Inválidos                | 1 981  | 10,05 / 100,00  | 6,95  |          |     |
| Total                   | Total                          | 19 702 | 100,00 / 100,00 |       | 21 / 21  |     |
| Eleitorado/Participação | Eleitorado/Participação        | 46 478 | 42,39 / 100,00  | 11,77 |          |     |

| Freguesia          | %     | %             | %     | %     | %     | Votantes |
| Freguesia          | PS    | CDS- MPT- PPM | PSD   | BE    | CDU   | Votantes |
| ------------------ | ----- | ------------- | ----- | ----- | ----- | -------- |
| Alvor              | 34,37 | 17,26         | 13,58 | 13,21 | 13,53 | 2 150    |
| Mexilhoeira Grande | 38,01 | 11,84         | 16,36 | 11,48 | 11,42 | 1 681    |
| Portimão           | 27,73 | 18,71         | 17,11 | 13,28 | 12,93 | 15 871   |
| Portimão           | 29,33 | 17,97         | 16,66 | 13,12 | 12,87 | 19 702   |

#### Juntas de Freguesia
| Partido                 | Partido                        | Votos  | %               | +/-   | Presidentes | Mandatos | +/- |
| ----------------------- | ------------------------------ | ------ | --------------- | ----- | ----------- | -------- | --- |
|                         | Partido Socialista             | 6 227  | 31,61 / 100,00  | 20,37 | 3 / 3       | 15 / 37  | 9   |
|                         | CDS-MPT-PPM                    | 3 427  | 17,39 / 100,00  | -     | 0 / 3       | 7 / 37   | -   |
|                         | Partido Social Democrata       | 3 308  | 16,79 / 100,00  | 8,38  | 0 / 3       | 6 / 37   | 3   |
|                         | Coligação Democrática Unitária | 2 397  | 12,17 / 100,00  | 5,66  | 0 / 3       | 4 / 37   | 3   |
|                         | Bloco de Esquerda              | 2 381  | 12,09 / 100,00  | 4,06  | 0 / 3       | 5 / 37   | 3   |
| Votos Inválidos         | Votos Inválidos                | 1 962  | 9,96 / 100,00   | 6,84  |             |          |     |
| Total                   | Total                          | 19 702 | 100,00 / 100,00 |       | 3 / 3       | 37 / 37  |     |
| Eleitorado/Participação | Eleitorado/Participação        | 46 478 | 42,39 / 100,00  | 11,77 |             |          |     |

| Freguesia          | Partido Vencedor | Partido Vencedor   | %              | Mandatos |
| ------------------ | ---------------- | ------------------ | -------------- | -------- |
| Alvor              |                  | Partido Socialista | 37,95 / 100,00 | 4 / 9    |
| Mexilhoeira Grande |                  | Partido Socialista | 40,57 / 100,00 | 4 / 9    |
| Portimão           |                  | Partido Socialista | 29,80 / 100,00 | 7 / 19   |

### São Brás de Alportel

#### Câmara Municipal
| Partido                 | Partido                        | Votos | %               | +/-   | Vereadores | +/-     |
| ----------------------- | ------------------------------ | ----- | --------------- | ----- | ---------- | ------- |
|                         | Partido Socialista             | 2 321 | 45,69 / 100,00  | 27,30 | 3 / 5      | 1       |
|                         | Partido Social Democrata       | 2 052 | 40,39 / 100,00  | 24,96 | 2 / 5      | 1       |
|                         | Coligação Democrática Unitária | 389   | 7,66 / 100,00   | 1,50  | 0 / 5      | Estável |
|                         | CDS – Partido Popular          | 94    | 1,85 / 100,00   | 0,18  | 0 / 5      | Estável |
| Votos Inválidos         | Votos Inválidos                | 224   | 4,41 / 100,00   | 1,03  |            |         |
| Total                   | Total                          | 5 080 | 100,00 / 100,00 |       | 5 / 5      |         |
| Eleitorado/Participação | Eleitorado/Participação        | 8 996 | 56,47 / 100,00  | 0,96  |            |         |

| Freguesia            | %     | %     | %    | %    | Votantes |
| Freguesia            | PS    | PSD   | CDU  | CDS  | Votantes |
| -------------------- | ----- | ----- | ---- | ---- | -------- |
| São Brás de Alportel | 45,69 | 40,39 | 7,66 | 1,85 | 5 080    |
| São Brás de Alportel | 45,69 | 40,39 | 7,66 | 1,85 | 5 080    |

#### Assembleia Municipal
| Partido                 | Partido                        | Votos | %               | +/-   | Mandatos | +/-     |
| ----------------------- | ------------------------------ | ----- | --------------- | ----- | -------- | ------- |
|                         | Partido Socialista             | 2 719 | 53,52 / 100,00  | 12,15 | 9 / 15   | 2       |
|                         | Partido Social Democrata       | 1 672 | 32,91 / 100,00  | 12,22 | 5 / 15   | 2       |
|                         | Coligação Democrática Unitária | 454   | 8,94 / 100,00   | 0,81  | 1 / 15   | Estável |
| Votos Inválidos         | Votos Inválidos                | 235   | 4,62 / 100,00   | 0,72  |          |         |
| Total                   | Total                          | 5 080 | 100,00 / 100,00 |       | 15 / 15  |         |
| Eleitorado/Participação | Eleitorado/Participação        | 8 996 | 56,47 / 100,00  | 0,96  |          |         |

| Freguesia            | %     | %     | %    | Votantes |
| Freguesia            | PS    | PSD   | CDU  | Votantes |
| -------------------- | ----- | ----- | ---- | -------- |
| São Brás de Alportel | 53,52 | 32,91 | 8,94 | 5 080    |
| São Brás de Alportel | 53,52 | 32,91 | 8,94 | 5 080    |

#### Juntas de Freguesia
| Partido                 | Partido                        | Votos | %               | +/-   | Presidentes | Mandatos | +/-     |
| ----------------------- | ------------------------------ | ----- | --------------- | ----- | ----------- | -------- | ------- |
|                         | Partido Socialista             | 2 905 | 57,19 / 100,00  | 10,90 | 1 / 1       | 8 / 13   | 2       |
|                         | Partido Social Democrata       | 1 551 | 30,53 / 100,00  | 11,10 | 0 / 1       | 4 / 13   | 2       |
|                         | Coligação Democrática Unitária | 401   | 7,89 / 100,00   | 0,91  | 0 / 1       | 1 / 13   | Estável |
| Votos Inválidos         | Votos Inválidos                | 223   | 4,39 / 100,00   | 0,72  |             |          |         |
| Total                   | Total                          | 5 080 | 100,00 / 100,00 |       | 1 / 1       | 13 / 13  |         |
| Eleitorado/Participação | Eleitorado/Participação        | 8 996 | 56,47 / 100,00  | 0,96  |             |          |         |

| Freguesia            | Partido Vencedor | Partido Vencedor   | %              | Mandatos |
| -------------------- | ---------------- | ------------------ | -------------- | -------- |
| São Brás de Alportel |                  | Partido Socialista | 57,19 / 100,00 | 8 / 13   |

### Silves

#### Câmara Municipal
| Partido                 | Partido                        | Votos  | %               | +/-   | Vereadores | +/-     |
| ----------------------- | ------------------------------ | ------ | --------------- | ----- | ---------- | ------- |
|                         | Coligação Democrática Unitária | 5 495  | 34,68 / 100,00  | 16,01 | 3 / 7      | 2       |
|                         | Partido Social Democrata       | 4 329  | 27,32 / 100,00  | 12,22 | 2 / 7      | 1       |
|                         | Partido Socialista             | 4 059  | 25,62 / 100,00  | 6,27  | 2 / 7      | 1       |
|                         | Bloco de Esquerda              | 806    | 5,09 / 100,00   | 0,79  | 0 / 7      | Estável |
| Votos Inválidos         | Votos Inválidos                | 1 155  | 7,29 / 100,00   | 3,27  |            |         |
| Total                   | Total                          | 15 844 | 100,00 / 100,00 |       | 7 / 7      |         |
| Eleitorado/Participação | Eleitorado/Participação        | 30 547 | 51,87 / 100,00  | 5,35  |            |         |

| Freguesia                  | %     | %     | %     | %    | Votantes |
| Freguesia                  | CDU   | PSD   | PS    | BE   | Votantes |
| -------------------------- | ----- | ----- | ----- | ---- | -------- |
| Alcantarilha e Pêra        | 17,35 | 34,50 | 34,71 | 5,34 | 1 890    |
| Algoz e Tunes              | 16,63 | 38,79 | 30,33 | 5,09 | 2 555    |
| Armação de Pêra            | 14,43 | 48,85 | 26,17 | 3,48 | 1 781    |
| São Bartolomeu de Messines | 57,78 | 12,73 | 21,20 | 2,71 | 4 062    |
| São Marcos da Serra        | 34,27 | 27,97 | 28,21 | 1,63 | 858      |
| Silves                     | 39,25 | 22,54 | 22,54 | 8,28 | 4 698    |
| Silves                     | 34,68 | 27,32 | 25,62 | 5,09 | 15 844   |

#### Assembleia Municipal
| Partido                 | Partido                        | Votos  | %               | +/-   | Mandatos | +/-     |
| ----------------------- | ------------------------------ | ------ | --------------- | ----- | -------- | ------- |
|                         | Coligação Democrática Unitária | 5 238  | 33,07 / 100,00  | 11,21 | 8 / 21   | 3       |
|                         | Partido Social Democrata       | 4 376  | 27,63 / 100,00  | 6,39  | 6 / 21   | 2       |
|                         | Partido Socialista             | 3 891  | 24,56 / 100,00  | 6,83  | 6 / 21   | 1       |
|                         | Bloco de Esquerda              | 1 046  | 6,60 / 100,00   | 1,66  | 1 / 21   | Estável |
| Votos Inválidos         | Votos Inválidos                | 1 289  | 8,13 / 100,00   | 2,67  |          |         |
| Total                   | Total                          | 15 840 | 100,00 / 100,00 |       | 21 / 21  |         |
| Eleitorado/Participação | Eleitorado/Participação        | 30 547 | 51,85 / 100,00  | 5,33  |          |         |

| Freguesia                  | %     | %     | %     | %     | Votantes |
| Freguesia                  | CDU   | PSD   | PS    | BE    | Votantes |
| -------------------------- | ----- | ----- | ----- | ----- | -------- |
| Alcantarilha e Pêra        | 16,46 | 32,06 | 36,03 | 6,19  | 1 890    |
| Algoz e Tunes              | 15,97 | 43,30 | 25,84 | 5,87  | 2 554    |
| Armação de Pêra            | 13,42 | 48,40 | 26,22 | 4,32  | 1 781    |
| São Bartolomeu de Messines | 57,68 | 13,09 | 18,71 | 4,09  | 4 057    |
| São Marcos da Serra        | 30,03 | 29,57 | 28,64 | 2,33  | 859      |
| Silves                     | 35,79 | 21,64 | 22,94 | 10,98 | 4 699    |
| Silves                     | 33,07 | 27,63 | 24,56 | 6,60  | 15 840   |

#### Juntas de Freguesia
| Partido                 | Partido                        | Votos  | %               | +/-   | Presidentes | Mandatos | +/- |
| ----------------------- | ------------------------------ | ------ | --------------- | ----- | ----------- | -------- | --- |
|                         | Coligação Democrática Unitária | 5 998  | 37,93 / 100,00  | 10,81 | 2 / 6       | 22 / 62  | 6   |
|                         | Partido Social Democrata       | 4 402  | 27,84 / 100,00  | 4,89  | 3 / 6       | 23 / 62  | 9   |
|                         | Partido Socialista             | 3 683  | 23,29 / 100,00  | 7,31  | 1 / 6       | 16 / 62  | 14  |
|                         | Bloco de Esquerda              | 335    | 2,12 / 100,00   | 3,63  | 0 / 6       | 0 / 62   | 2   |
|                         | Grupo de Cidadãos              | 229    | 1,45 / 100,00   | -     | 0 / 6       | 1 / 62   | -   |
|                         | Partido da Terra               | 167    | 1,06 / 100,00   | -     | 0 / 6       | 0 / 62   | -   |
| Votos Inválidos         | Votos Inválidos                | 998    | 6,31 / 100,00   | 2,52  |             |          |     |
| Total                   | Total                          | 15 812 | 100,00 / 100,00 |       | 6 / 6       | 62 / 62  | 18  |
| Eleitorado/Participação | Eleitorado/Participação        | 30 547 | 51,76 / 100,00  | 5,41  |             |          |     |

| Freguesia                  | Partido Vencedor | Partido Vencedor               | %              | Mandatos |
| -------------------------- | ---------------- | ------------------------------ | -------------- | -------- |
| Alcantarilha e Pêra        |                  | Partido Socialista             | 42,17 / 100,00 | 4 / 9    |
| Algoz e Tunes              |                  | Partido Social Democrata       | 57,97 / 100,00 | 6 / 9    |
| Armação de Pêra            |                  | Partido Social Democrata       | 53,62 / 100,00 | 6 / 9    |
| São Bartolomeu de Messines |                  | Coligação Democrática Unitária | 77,78 / 100,00 | 11 / 13  |
| São Marcos da Serra        |                  | Partido Social Democrata       | 39,74 / 100,00 | 4 / 9    |
| Silves                     |                  | Coligação Democrática Unitária | 39,89 / 100,00 | 6 / 13   |

### Tavira

#### Câmara Municipal
| Partido                 | Partido                        | Votos  | %               | +/-  | Vereadores | +/-     |
| ----------------------- | ------------------------------ | ------ | --------------- | ---- | ---------- | ------- |
|                         | Partido Socialista             | 5 760  | 46,00 / 100,00  | 0,01 | 4 / 7      | Estável |
|                         | PSD-CDS-MPT-PPM                | 4 517  | 36,07 / 100,00  | -    | 3 / 7      | -       |
|                         | Coligação Democrática Unitária | 866    | 6,92 / 100,00   | 4,09 | 0 / 7      | Estável |
|                         | Bloco de Esquerda              | 515    | 4,11 / 100,00   | 1,23 | 0 / 7      | Estável |
| Votos Inválidos         | Votos Inválidos                | 864    | 6,90 / 100,00   | 3,50 |            |         |
| Total                   | Total                          | 12 522 | 100,00 / 100,00 |      | 7 / 7      |         |
| Eleitorado/Participação | Eleitorado/Participação        | 22 778 | 54,97 / 100,00  | 8,13 |            |         |

| Freguesia                        | %     | %                  | %     | %    | Votantes |
| Freguesia                        | PS    | PSD- CDS- MPT- PPM | CDU   | BE   | Votantes |
| -------------------------------- | ----- | ------------------ | ----- | ---- | -------- |
| Cachopo                          | 44,49 | 43,67              | 4,08  | 1,22 | 490      |
| Conceição e Cabanas de Tavira    | 48,07 | 31,70              | 7,62  | 7,01 | 1 142    |
| Luz de Tavira e Santo Estêvão    | 53,03 | 29,55              | 6,70  | 4,38 | 2 193    |
| Santa Catarina da Fonte do Bispo | 50,37 | 36,12              | 3,95  | 2,85 | 1 088    |
| Santa Luzia                      | 28,56 | 50,68              | 11,29 | 4,85 | 886      |
| Tavira (Santa Maria e Santiago)  | 45,05 | 36,46              | 6,98  | 3,85 | 6 723    |
| Tavira                           | 46,00 | 36,07              | 6,92  | 4,11 | 12 522   |

#### Assembleia Municipal
| Partido                 | Partido                        | Votos  | %               | +/-  | Mandatos | +/-     |
| ----------------------- | ------------------------------ | ------ | --------------- | ---- | -------- | ------- |
|                         | Partido Socialista             | 5 240  | 41,85 / 100,00  | 3,20 | 10 / 21  | Estável |
|                         | PSD-CDS-MPT-PPM                | 4 584  | 36,61 / 100,00  | -    | 9 / 21   | -       |
|                         | Coligação Democrática Unitária | 1 003  | 8,01 / 100,00   | 3,18 | 1 / 21   | Estável |
|                         | Bloco de Esquerda              | 729    | 5,82 / 100,00   | 0,31 | 1 / 21   | Estável |
| Votos Inválidos         | Votos Inválidos                | 964    | 7,70 / 100,00   | 3,95 |          |         |
| Total                   | Total                          | 12 520 | 100,00 / 100,00 |      | 21 / 21  |         |
| Eleitorado/Participação | Eleitorado/Participação        | 22 778 | 54,97 / 100,00  | 8,13 |          |         |

| Freguesia                        | %     | %                  | %     | %    | Votantes |
| Freguesia                        | PS    | PSD- CDS- MPT- PPM | CDU   | BE   | Votantes |
| -------------------------------- | ----- | ------------------ | ----- | ---- | -------- |
| Cachopo                          | 42,45 | 44,08              | 4,29  | 2,45 | 490      |
| Conceição e Cabanas de Tavira    | 46,76 | 31,17              | 7,62  | 8,06 | 1 142    |
| Luz de Tavira e Santo Estêvão    | 48,77 | 29,65              | 7,80  | 6,20 | 2 192    |
| Santa Catarina da Fonte do Bispo | 44,03 | 39,71              | 4,41  | 4,23 | 1 088    |
| Santa Luzia                      | 25,20 | 48,14              | 13,33 | 7,34 | 885      |
| Tavira (Santa Maria e Santiago)  | 40,56 | 37,25              | 8,30  | 5,62 | 6 723    |
| Tavira                           | 41,85 | 36,61              | 8,01  | 5,82 | 12 520   |

#### Juntas de Freguesia
| Partido                 | Partido                        | Votos  | %               | +/-   | Presidentes | Mandatos | +/-     |
| ----------------------- | ------------------------------ | ------ | --------------- | ----- | ----------- | -------- | ------- |
|                         | Partido Socialista             | 5 893  | 47,07 / 100,00  | 3,02  | 5 / 6       | 31 / 56  | 18      |
|                         | PSD-CDS-MPT-PPM                | 2 762  | 22,06 / 100,00  | -     | 0 / 6       | 13 / 56  | -       |
|                         | Grupo de Cidadãos              | 2 187  | 17,47 / 100,00  | 15,03 | 1 / 6       | 12 / 56  | 8       |
|                         | Coligação Democrática Unitária | 679    | 5,42 / 100,00   | 2,03  | 0 / 6       | 0 / 56   | Estável |
|                         | Bloco de Esquerda              | 189    | 1,51 / 100,00   | 0,14  | 0 / 6       | 0 / 56   | Estável |
| Votos Inválidos         | Votos Inválidos                | 809    | 6,46 / 100,00   | 3,33  |             |          |         |
| Total                   | Total                          | 12 519 | 100,00 / 100,00 |       | 6 / 6       | 56 / 56  | 29      |
| Eleitorado/Participação | Eleitorado/Participação        | 22 778 | 54,96 / 100,00  | 8,14  |             |          |         |

| Freguesia                        | Partido Vencedor | Partido Vencedor   | %              | Mandatos |
| -------------------------------- | ---------------- | ------------------ | -------------- | -------- |
| Cachopo                          |                  | Partido Socialista | 44,08 / 100,00 | 4 / 7    |
| Conceição e Cabanas de Tavira    |                  | Partido Socialista | 55,25 / 100,00 | 6 / 9    |
| Luz de Tavira e Santo Estêvão    |                  | Partido Socialista | 58,21 / 100,00 | 7 / 9    |
| Santa Catarina da Fonte do Bispo |                  | Partido Socialista | 42,28 / 100,00 | 5 / 9    |
| Santa Luzia                      |                  | Grupo de Cidadãos  | 65,27 / 100,00 | 7 / 9    |
| Tavira (Santa Maria e Santiago)  |                  | Partido Socialista | 45,84 / 100,00 | 7 / 13   |

### Vila do Bispo

#### Câmara Municipal
| Partido                 | Partido                        | Votos | %               | +/-   | Vereadores | +/-     |
| ----------------------- | ------------------------------ | ----- | --------------- | ----- | ---------- | ------- |
|                         | Partido Socialista             | 1 617 | 58,14 / 100,00  | 18,54 | 3 / 5      | 1       |
|                         | Partido Social Democrata       | 934   | 33,59 / 100,00  | 2,54  | 2 / 5      | Estável |
|                         | Coligação Democrática Unitária | 117   | 4,21 / 100,00   | 2,35  | 0 / 5      | Estável |
| Votos Inválidos         | Votos Inválidos                | 113   | 4,06 / 100,00   | 2,00  |            |         |
| Total                   | Total                          | 2 781 | 100,00 / 100,00 |       | 5 / 5      |         |
| Eleitorado/Participação | Eleitorado/Participação        | 4 192 | 66,34 / 100,00  | 5,08  |            |         |

| Freguesia                 | %     | %     | %    | Votantes |
| Freguesia                 | PS    | PSD   | CDU  | Votantes |
| ------------------------- | ----- | ----- | ---- | -------- |
| Barão de São Miguel       | 66,84 | 22,28 | 7,25 | 193      |
| Budens                    | 67,56 | 24,93 | 3,68 | 706      |
| Sagres                    | 50,20 | 42,69 | 3,51 | 998      |
| Vila do Bispo e Raposeira | 57,69 | 32,69 | 4,75 | 884      |
| Vila do Bispo             | 58,14 | 33,59 | 4,21 | 2 781    |

#### Assembleia Municipal
| Partido                 | Partido                        | Votos | %               | +/-   | Mandatos | +/-     |
| ----------------------- | ------------------------------ | ----- | --------------- | ----- | -------- | ------- |
|                         | Partido Socialista             | 1 450 | 52,14 / 100,00  | 11,81 | 9 / 15   | 2       |
|                         | Partido Social Democrata       | 861   | 30,96 / 100,00  | 2,77  | 5 / 15   | Estável |
|                         | Bloco de Esquerda              | 240   | 8,63 / 100,00   | -     | 1 / 15   | -       |
|                         | Coligação Democrática Unitária | 110   | 3,96 / 100,00   | 1,38  | 0 / 15   | Estável |
| Votos Inválidos         | Votos Inválidos                | 120   | 4,31 / 100,00   | 2,03  |          |         |
| Total                   | Total                          | 2 781 | 100,00 / 100,00 |       | 15 / 15  |         |
| Eleitorado/Participação | Eleitorado/Participação        | 4 192 | 66,34 / 100,00  | 5,05  |          |         |

| Freguesia                 | %     | %     | %     | %    | Votantes |
| Freguesia                 | PS    | PSD   | BE    | CDU  | Votantes |
| ------------------------- | ----- | ----- | ----- | ---- | -------- |
| Barão de São Miguel       | 63,21 | 23,32 | 4,15  | 7,25 | 193      |
| Budens                    | 62,75 | 21,81 | 8,22  | 3,54 | 706      |
| Sagres                    | 44,89 | 40,58 | 7,82  | 3,41 | 998      |
| Vila do Bispo e Raposeira | 49,43 | 29,07 | 10,86 | 4,19 | 884      |
| Vila do Bispo             | 52,14 | 30,96 | 8,63  | 3,96 | 2 781    |

#### Juntas de Freguesia
| Partido                 | Partido                        | Votos | %               | +/-   | Presidentes | Mandatos | +/-     |
| ----------------------- | ------------------------------ | ----- | --------------- | ----- | ----------- | -------- | ------- |
|                         | Partido Socialista             | 1 349 | 48,51 / 100,00  | 13,39 | 2 / 4       | 17 / 34  | 2       |
|                         | Partido Social Democrata       | 1 004 | 36,10 / 100,00  | 5,07  | 1 / 4       | 10 / 34  | Estável |
|                         | Coligação Democrática Unitária | 144   | 5,18 / 100,00   | 3,12  | 0 / 4       | 1 / 34   | 1       |
|                         | Grupo de Cidadãos              | 128   | 4,60 / 100,00   | 25,22 | 1 / 4       | 6 / 34   | 8       |
| Votos Inválidos         | Votos Inválidos                | 156   | 5,61 / 100,00   | 3,65  |             |          |         |
| Total                   | Total                          | 2 781 | 100,00 / 100,00 |       | 4 / 4       | 34 / 34  | 5       |
| Eleitorado/Participação | Eleitorado/Participação        | 4 192 | 66,34 / 100,00  | 5,08  |             |          |         |

| Freguesia                 | Partido Vencedor | Partido Vencedor         | %              | Mandatos |
| ------------------------- | ---------------- | ------------------------ | -------------- | -------- |
| Barão de São Miguel       |                  | Grupo de Cidadãos        | 66,32 / 100,00 | 6 / 7    |
| Budens                    |                  | Partido Socialista       | 63,03 / 100,00 | 7 / 9    |
| Sagres                    |                  | Partido Social Democrata | 49,80 / 100,00 | 5 / 9    |
| Vila do Bispo e Raposeira |                  | Partido Socialista       | 55,20 / 100,00 | 6 / 9    |

### Vila Real de Santo António

#### Câmara Municipal
| Partido                 | Partido                        | Votos  | %               | +/-   | Vereadores | +/-     |
| ----------------------- | ------------------------------ | ------ | --------------- | ----- | ---------- | ------- |
|                         | Partido Social Democrata       | 4 740  | 53,61 / 100,00  | 17,48 | 4 / 7      | 2       |
|                         | Partido Socialista             | 2 034  | 23,01 / 100,00  | 6,22  | 2 / 7      | 1       |
|                         | Coligação Democrática Unitária | 1 147  | 12,97 / 100,00  | 5,59  | 1 / 7      | 1       |
|                         | Bloco de Esquerda              | 333    | 3,77 / 100,00   | 1,91  | 0 / 7      | Estável |
|                         | CDS – Partido Popular          | 98     | 1,11 / 100,00   | 0,02  | 0 / 7      | Estável |
| Votos Inválidos         | Votos Inválidos                | 489    | 5,54 / 100,00   | 3,76  |            |         |
| Total                   | Total                          | 8 841  | 100,00 / 100,00 |       | 7 / 7      |         |
| Eleitorado/Participação | Eleitorado/Participação        | 16 869 | 52,41 / 100,00  | 11,45 |            |         |

| Freguesia                  | %     | %     | %     | %    | %    | Votantes |
| Freguesia                  | PSD   | PS    | CDU   | BE   | CDS  | Votantes |
| -------------------------- | ----- | ----- | ----- | ---- | ---- | -------- |
| Monte Gordo                | 62,15 | 18,78 | 12,56 | 1,96 | 0,86 | 1 736    |
| Vila Nova de Cacela        | 54,25 | 25,04 | 9,02  | 4,11 | 1,45 | 1 729    |
| Vila Real de Santo António | 50,65 | 23,72 | 14,38 | 4,24 | 1,08 | 5 376    |
| Vila Real de Santo António | 53,61 | 23,01 | 12,97 | 3,77 | 1,11 | 8 841    |

#### Assembleia Municipal
| Partido                 | Partido                        | Votos  | %               | +/-   | Mandatos | +/- |
| ----------------------- | ------------------------------ | ------ | --------------- | ----- | -------- | --- |
|                         | Partido Social Democrata       | 4 442  | 50,24 / 100,00  | 13,00 | 12 / 21  | 3   |
|                         | Partido Socialista             | 2 218  | 25,08 / 100,00  | 4,86  | 5 / 21   | 1   |
|                         | Coligação Democrática Unitária | 1 258  | 14,23 / 100,00  | 3,62  | 3 / 21   | 1   |
|                         | Bloco de Esquerda              | 421    | 4,76 / 100,00   | 1,07  | 1 / 21   | 1   |
| Votos Inválidos         | Votos Inválidos                | 503    | 5,69 / 100,00   | 3,45  |          |     |
| Total                   | Total                          | 8 842  | 100,00 / 100,00 |       | 21 / 21  |     |
| Eleitorado/Participação | Eleitorado/Participação        | 16 869 | 52,42 / 100,00  | 11,44 |          |     |

| Freguesia                  | %     | %     | %     | %    | Votantes |
| Freguesia                  | PSD   | PS    | CDU   | BE   | Votantes |
| -------------------------- | ----- | ----- | ----- | ---- | -------- |
| Monte Gordo                | 59,68 | 20,16 | 13,31 | 2,94 | 1 736    |
| Vila Nova de Cacela        | 52,05 | 27,47 | 9,60  | 4,57 | 1 729    |
| Vila Real de Santo António | 46,61 | 25,91 | 16,01 | 5,41 | 5 377    |
| Vila Real de Santo António | 50,24 | 25,08 | 14,23 | 4,76 | 8 842    |

#### Juntas de Freguesia
| Partido                 | Partido                        | Votos  | %               | +/-   | Presidentes | Mandatos | +/-     |
| ----------------------- | ------------------------------ | ------ | --------------- | ----- | ----------- | -------- | ------- |
|                         | Partido Social Democrata       | 4 452  | 50,35 / 100,00  | 8,10  | 3 / 3       | 18 / 31  | 3       |
|                         | Partido Socialista             | 2 387  | 27,00 / 100,00  | 1,51  | 0 / 3       | 9 / 31   | 1       |
|                         | Coligação Democrática Unitária | 1 269  | 14,35 / 100,00  | 3,52  | 0 / 3       | 4 / 31   | 2       |
|                         | Bloco de Esquerda              | 250    | 2,83 / 100,00   | 0,01  | 0 / 3       | 0 / 31   | Estável |
| Votos Inválidos         | Votos Inválidos                | 484    | 5,47 / 100,00   | 3,08  |             |          |         |
| Total                   | Total                          | 8 842  | 100,00 / 100,00 |       | 3 / 3       | 31 / 31  |         |
| Eleitorado/Participação | Eleitorado/Participação        | 16 869 | 52,42 / 100,00  | 11,44 |             |          |         |

| Freguesia                  | Partido Vencedor | Partido Vencedor         | %              | Mandatos |
| -------------------------- | ---------------- | ------------------------ | -------------- | -------- |
| Monte Gordo                |                  | Partido Social Democrata | 55,24 / 100,00 | 6 / 9    |
| Vila Nova de Cacela        |                  | Partido Social Democrata | 53,21 / 100,00 | 5 / 9    |
| Vila Real de Santo António |                  | Partido Social Democrata | 47,85 / 100,00 | 7 / 13   |